# Lee Mayberry
Orva Lee Mayberry jr. (Tulsa, 12 giugno 1970) è un ex cestista statunitense, professionista nella NBA.

## Carriera
È stato selezionato dai Milwaukee Bucks al primo giro del Draft NBA 1992 (23ª scelta assoluta).
Con gli Stati Uniti ha disputato i Campionati mondiali del 1990.

## Statistiche

### College
| Anno      | Squadra         | PG  | PT  | MP   | TC%  | 3P%  | TL%  | RP  | AP  | PRP | SP  | PP   |
| --------- | --------------- | --- | --- | ---- | ---- | ---- | ---- | --- | --- | --- | --- | ---- |
| 1988-1989 | Ark. Razorbacks | 32  | 32  | 31,3 | 50,0 | 44,6 | 73,6 | 3,2 | 4,2 | 1,6 | 0,1 | 12,9 |
| 1989-1990 | Ark. Razorbacks | 35  | 35  | 32,3 | 50,7 | 50,4 | 79,2 | 2,9 | 5,2 | 1,9 | 0,2 | 14,5 |
| 1990-1991 | Ark. Razorbacks | 38  | 37  | 32,0 | 48,4 | 38,3 | 63,4 | 3,4 | 5,5 | 2,6 | 0,1 | 13,2 |
| 1991-1992 | Ark. Razorbacks | 34  | 34  | 34,3 | 49,2 | 38,9 | 74,4 | 2,3 | 5,9 | 2,2 | 0,4 | 15,2 |
| Carriera  | Carriera        | 139 | 138 | 32,5 | 49,5 | 42,4 | 72,4 | 2,9 | 5,2 | 2,1 | 0,2 | 14,0 |

### NBA

#### Regular season
| Anno      | Squadra             | PG  | PT  | MP   | TC%  | 3P%  | TL%  | RP  | AP  | PRP | SP  | PP  |
| --------- | ------------------- | --- | --- | ---- | ---- | ---- | ---- | --- | --- | --- | --- | --- |
| 1992-1993 | Milwaukee Bucks     | 82  | 4   | 18,3 | 45,6 | 39,1 | 57,4 | 1,4 | 3,3 | 0,7 | 0,1 | 5,2 |
| 1993-1994 | Milwaukee Bucks     | 82  | 6   | 18,0 | 41,5 | 34,5 | 69,0 | 1,2 | 2,6 | 0,6 | 0,0 | 5,3 |
| 1994-1995 | Milwaukee Bucks     | 82  | 50  | 21,3 | 42,2 | 40,7 | 69,9 | 1,0 | 3,4 | 0,6 | 0,0 | 5,8 |
| 1995-1996 | Milwaukee Bucks     | 82  | 20  | 20,8 | 42,0 | 39,7 | 60,3 | 1,1 | 3,7 | 0,8 | 0,1 | 5,1 |
| 1996-1997 | Vancouver Grizzlies | 80  | 38  | 24,4 | 40,3 | 37,6 | 63,0 | 1,7 | 4,1 | 0,8 | 0,1 | 5,1 |
| 1997-1998 | Vancouver Grizzlies | 79  | 32  | 23,2 | 37,5 | 35,0 | 74,5 | 1,4 | 4,4 | 0,8 | 0,1 | 4,6 |
| 1998-1999 | Vancouver Grizzlies | 9   | 0   | 14,0 | 36,8 | 20,0 | 80,0 | 0,3 | 2,6 | 0,8 | 0,0 | 2,2 |
| Carriera  | Carriera            | 496 | 150 | 20,8 | 41,5 | 37,7 | 65,9 | 1,3 | 3,6 | 0,7 | 0,1 | 5,1 |

## Palmarès
- McDonald's All-American Game (1988)
- NCAA AP All-America Third Team (1992)